# 炒钢
炒钢是一種炼钢工艺，出現在西汉中期，是指将生铁加熱到半液体半固体状态时加入鐵礦粉並进行搅拌，此時生铁在鐵礦粉和氧氣的作用下會脫碳，使得碳含量降低，之後再將半液体半固体热锻成钢制品。